# Булганакское поле грязевых вулканов
45°25′30″ с. ш. 36°28′25″ в. д.

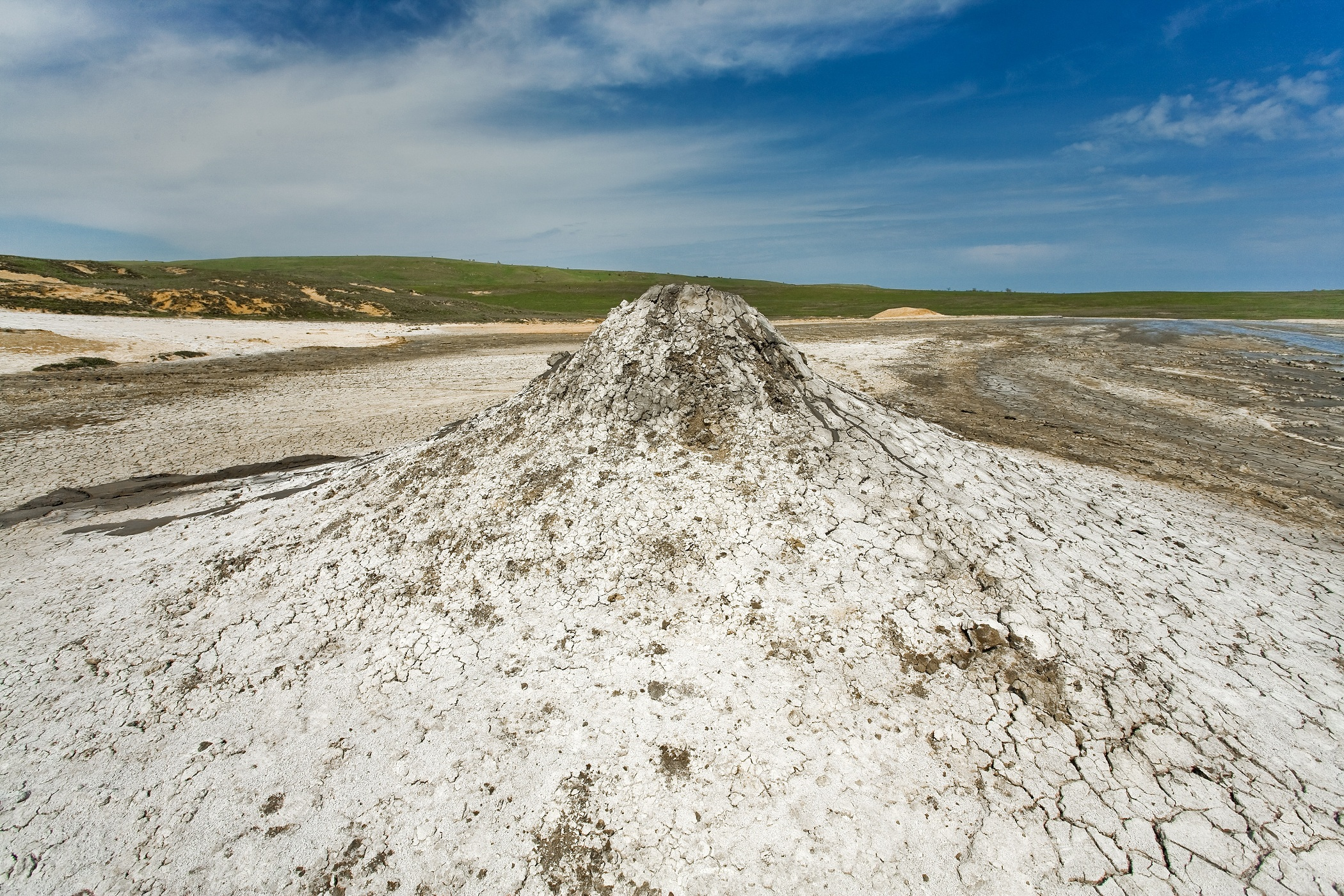
Грязевая сопка Андрусова

Булганакское поле грязевых вулканов (также Долина вулканов) — самая большая в Крыму долина грязевых вулканов, состоящая из 7 действующих кратеров. Находятся на Керченском полуострове, примерно в 7—8 километрах к северу от Керчи, севернее села Бондаренково Ленинского района Крыма. Включены в «Перечень особо охраняемых природных территорий регионального значения Республики Крым».
Грязевые вулканы Булганакской группы расположены в неглубокой пустынной котловине, составляющей в поперечнике около 400 метров и площадью примерно 4 км², высота достигает 74 м. В центре котловины расположен вулканоид Центральное озеро, представляющее собой кратер диаметром около 25 м — грязевой вулкан на дне древнего кратера, в котором также происходят частые мелкие извержения. В Центральное озеро стекают продукты извержения соседних вулканов.
Все вулканы поля имеют собственные имена: сопка Андрусова, сопки Обручева, Вернадского, Абиха, Павлова, Тищенко. В основном вулканы действуют постоянно, но часто активизируются зимой.
Продуктами извержения грязевых вулканов являются газы (главным образом метан), глиняная брекчия с обломками сидерита и других пород. Наибольшим вулканом является грязевая сопка Центральное озеро. Она в сутки выбрасывает до 100 м³ газа и более 5000 литров разреженного ила. К Булганакской группе грязевых вулканов приурочены залежи бора. Брекчии используют при изготовлении керамзита, а разреженный ил — с лечебной целью.
Булганакское поле грязевых вулканов входит в Топ-100 проекта «Семь природных чудес Украины».